# Tadahito Iguchi
Pour les articles homonymes, voir Iguchi.
Tadahito Iguchi (井口 資仁, Iguchi Tadahito) est un ancien joueur de baseball japonais né le 4 décembre 1974 à Nishitōkyō.

## Biographie
Tadahito Iguchi participe aux Jeux olympiques d'été de 1996 à Atlanta et remporte la médaille d'argent.